# 南克盧伊德 (英國國會選區)
南克盧伊德（英語：Clwyd South），英國國會一郡選區，位於威爾斯北部登比郡南部和雷克瑟姆郡級自治市南部。始設於1997年。
本區自創設以來一直支持工黨。蘇珊·瓊斯在2010年大選中以38.4%選票勝出該區，取代自創設以來一直任議員的馬丁·瓊斯。